# Мотогонки на длинном треке
Мотогонки на длинном треке (ипподромные гонки) – вид спорта, схожий с классическим спидвеем, но проводимый на треках длиной около 1000 м и на больших скоростях. Мотоцикл для гонок на длинном треке немногим легче классического спидвейного и имеет двухскоростную коробку передач. Заезды обычно проводятся в числе 6 гонщиков (в обычном спидвее – 4).
Более всего мотогонки на длинном треке развиты в Германии, несколько менее – во Франции, Нидерландах и Финляндии.
Сходство между классическим спидвеем и мотогонками на длинном треке обуславливает тот факт, что многие гонщики принимают участие в обоих видах спорта (к примеру – немецкий гонщик Мартин Смолински и финский гонщик Йоонас Кюльмякорпи).
В данном виде мотоспорта нет лиговых соревнований, однако проходят личные национальные чемпионаты, а также международные соревнования (личные и командные).
Курирующая международная федерация – ФИМ. Международные соревнования – Личный чемпионат мира и Командный чемпионат мира.
См. также Чемпионат СССР по спидвею на длинном треке и Чемпионат России по спидвею на длинном треке.